# Molophilus (Molophilus) parvispiculus
Molophilus (Molophilus) parvispiculus is een tweevleugelige uit de familie steltmuggen (Limoniidae). De soort komt voor in het Neotropisch gebied.